# Yuto Horigome
Yuto Horigome (堀米 雄斗, Horigome Yūto, Tóquio, 7 de janeiro de 1999) é um skatista profissional japonês. Foi medalhista de ouro nos Jogos Olímpicos de Verão de 2020,  repetindo o feito nos Jogos Olímpicos de Verão de 2024 se tornando bicampeão olímpico. 

## Carreira
Ainda jovem, Horigome foi patrocinado por uma empresa japonesa de administração. Por causa de seu talento desde pequeno, Horigome quis tentar a sorte nos Estados Unidos. Em 2015, ele entrou no concurso de skate Wild In The Parks realizado pela Volcom e The Berrics realizado em Los Angeles. Nesta ocasião, ficou em segundo lugar. Em maio de 2019, Horigome se juntou à April Skateboards, propriedade do skatista profissional Shane O'Neill, que se tornou seu treinador. Atualmente, está em segundo lugar no Ranking Mundial de Skate na categoria street.
Durante os anos de atividade, venceu os principais torneios de skate, como o X Games e o Campeonato Mundial. Por seu desempenho, conseguiu vaga nos Jogos Olímpicos de Verão de 2020, realizados na sua cidade-natal.

## Videografia
- 2017: For Days - Blind[8]
- 2019: April Skateboards Pro Part - Nike SB[9]